# Sonexay Siphandone

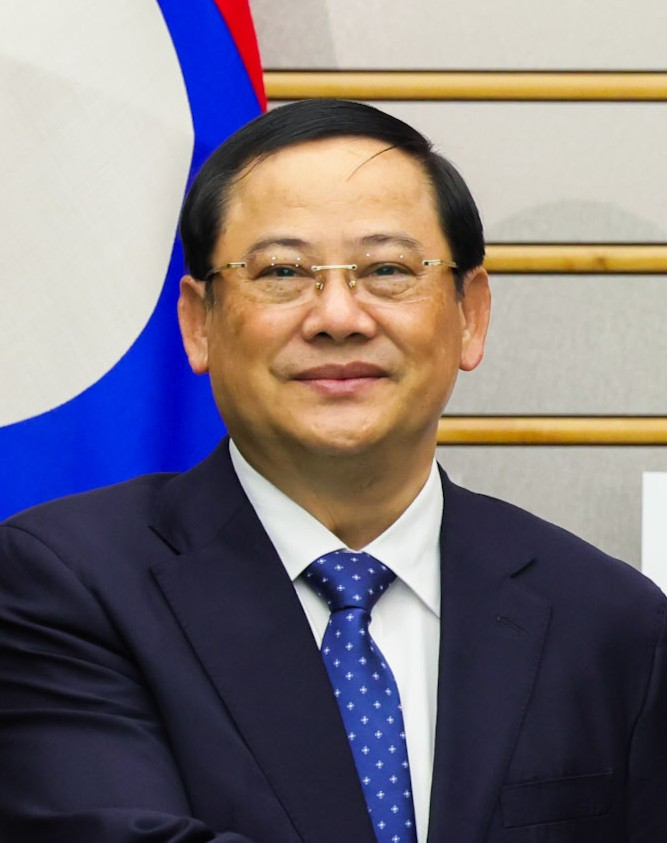
Sonexay Siphandone (2025)

Sonexay Siphandone (laotisch: ສອນໄຊ ສີພັນດອນ; geboren am 26. Januar 1966) ist ein laotischer Politiker und Mitglied der Revolutionären Volkspartei Laos (LPRP). Am 30. Dezember 2022 bestätigte das Parlament von Laos Sonexay Siphandone als 9. Premierminister von Laos (149 von 151 Stimmen).

## Leben
Der 1966 geborene Sonexay Siphandone ist der Sohn des ehemaligen LPRP-Vorsitzenden, Staatspräsidenten und Premierministers Khamtai Siphandone und Bruder von Viengthong Siphandon, die seit 2021 die Präsidentin am laotischen Verfassungsgericht ist. Sie ist mit Khampheng Saysompheng verheiratet, der seit 2015 Minister für Arbeit und Soziales des Landes ist.
Siphandone machte seinen Bachelor-Abschluss an einer Militärakademie in Laos und studierte politische Strategie, bevor er 1987 Gouverneur der Provinz Champasack wurde.
Er wurde auf dem 8. Nationalkongress 2006 in das Zentralkomitee der LPRP und auf dem 10. Nationalkongress 2016 in das Politbüro der LPRP gewählt. Von 2015 bis 2016 war er Minister für Planung und Investitionen.
Von 2016 bis 2022 war er stellvertretender Premierminister.
2012 bekam er die Ehrendoktorwürde der Vietnam Academy of Science and Technology verliehen.